# ダイナマイト砲

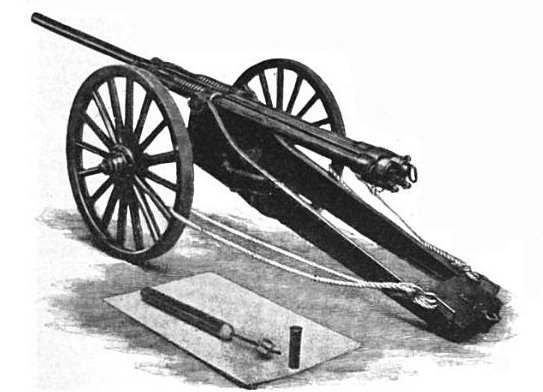
シムス・ダッドリー4インチダイナマイト野砲

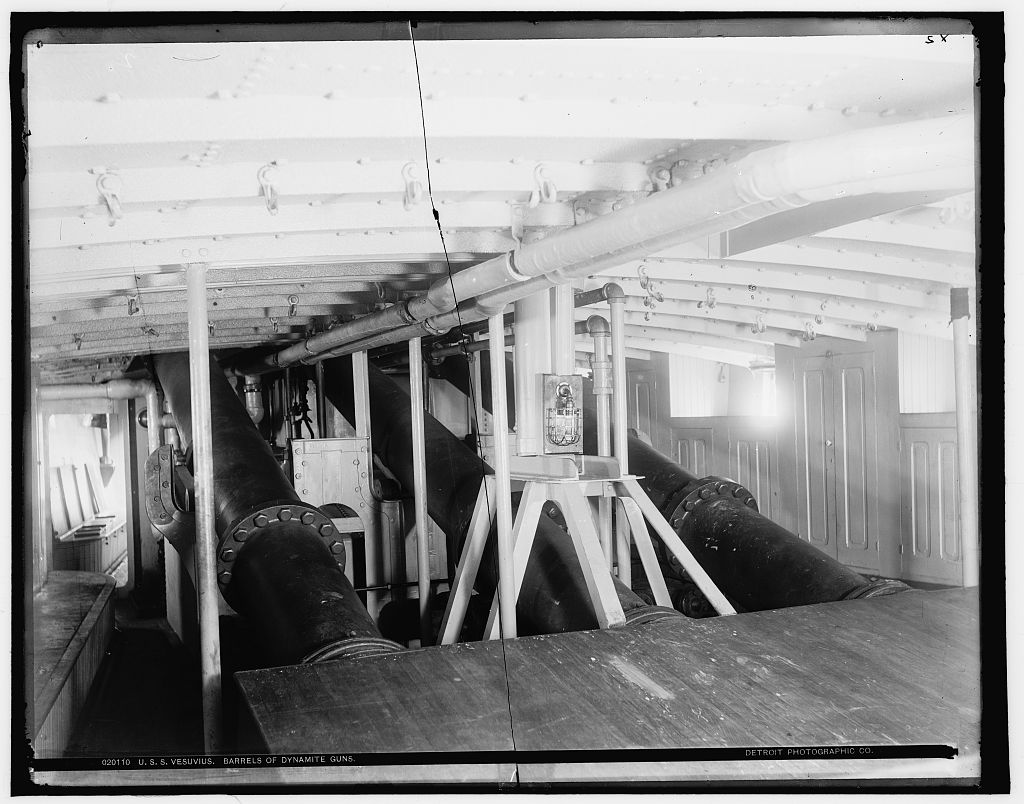
ヴェスヴィアスの艦内。黒く見えるのが甲板を貫通している砲身

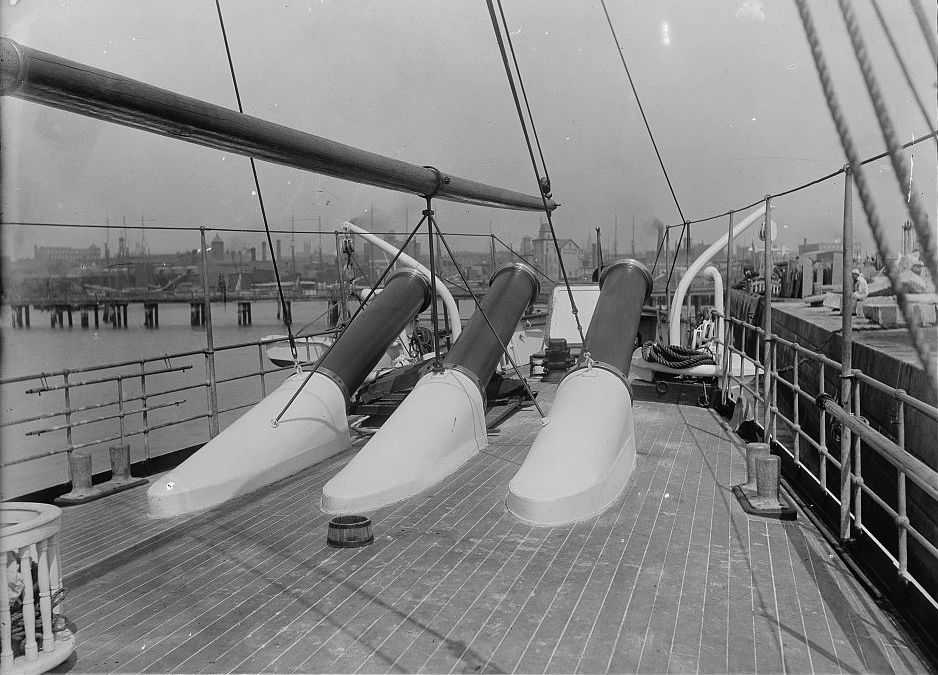
ヴェスヴィアスに搭載されたダイナマイト砲の砲口部分

ダイナマイト砲（ダイナマイトほう）は、圧縮空気でダイナマイトの詰まった砲弾を飛ばす火砲。1880年代から20世紀の初めまで使用されていた。
この兵器を推進したエドモンド・L・G・ザリンスキー中尉にちなみ、ザリンスキー砲、あるいはザリンスキー空気圧砲とも呼ばれることもある。なお、ザリンスキーは電気信管や望遠照準器の開発にも携わった技術者である。

## 概要
1883年にオハイオ州の発明家D・M・メドフォード (D. M. Medford) がニューヨークのフォート・ハミルトン陸軍基地へ持ち込んだ試作品が始まりで、この当時はダイナマイトが実用化した直後で砲弾の炸薬は黒色火薬が使用されていた。
ダイナマイトは黒色火薬よりもはるかに大きい破壊力を持つが、衝撃で爆発しやすいため、砲弾に充填して撃ち出すことは不可能だった。そこで、砲弾に衝撃を与えないようにコンプレッサーを用いて生成した圧縮空気で滑腔砲を用いて飛ばすのが、ダイナマイト砲であった。原理的にはダイナマイトの弾頭が先端に付いた、超大型の吹き矢である。その性質上、発砲煙や砲声が無く無音で飛翔するため、発射位置を掴まれにくいとの特徴も期待された。
ただし、射程は通常砲に比較してかなり短い（後述のヴェスヴィアス主砲の場合、最大射程1600メートル）うえ、低初速であったため、石壁や装甲に対する貫徹力も期待できなかった。それに加え、薄殻に包まれた有翼砲弾は弾片効果が低く、塹壕や窓他の開口部から建物内などの閉所に飛び込まない限り、爆発の威力が無駄に空中へ拡散してしまうという欠点があった。
アメリカ陸軍では要塞用に大型の15インチ（381ミリ）ダイナマイト砲が沿岸砲として各地に配備された他、野戦用としてシムス・ダッドリー2.5インチ（64ミリ）ダイナマイト野砲が量産配備された。通常、野戦でのコンプレッサーの使用は困難であるため、あらかじめ容器に貯蓄した圧縮空気を用いる場合もあったが、シムス・ダッドリー砲は砲弾を放つ砲身の他に圧縮用副砲身を有しており、装薬の爆発で副砲身内のピストンを動かして圧縮空気を生成し、砲身へ送る火薬式コンプレッサー機構を備えていた。

## ダイナマイト砲巡洋艦
アメリカ海軍では、1890年に口径15インチ3連装ダイナマイト砲1基を主兵装としたダイナマイト砲巡洋艦のヴェスヴィアス (Vesuvius) が竣工した。
垂直船首を有した平甲板型の船体はクルージングヨット風で、防御装甲は皆無。全長は76.9メートル。排水量945トンと大変小型ながらも砲艦ではなく巡洋艦とされたのは、この武装と最大20ノットが出る高い巡航性能のお陰である。他の備砲は3ポンド速射砲3門であった。
1898年のスペインとの戦争で使用されたが、主砲は前甲板に仰角18°で固定されているため、照準は船体を目標へ向ける必要があった。射程の加減は吹き込む圧縮空気の調整で行う。無論、間接照準射撃のみで直射はできない。その砲身は上甲板から中甲板を貫いて下甲板にまで達する長大な物だった。総重量445.5キログラム（炸薬量ダイナマイト227キログラム）の砲弾は一門に付き10発、全部で30発搭載されていた。
実戦においてヴェスヴィアスのダイナマイト砲は、キューバのサンチャゴ市街地へ向かって砲撃を行った。目標の市街地には命中、スペイン側は原因不明の大爆発に驚愕したとされる。しかし、やはりダイナマイトの威力が拡散して被害は少なく、実戦での効果が今一つということもあって同種の艦は建造されず1隻で打ち切られ、同艦からもダイナマイト砲は撤去されて水雷練習艦へ艦種が変更されてしまった。
なお、ダイナマイト砲はアメリカ海軍で最初に就役した潜水艦のSS-1ホランドにも、8インチ（203ミリ）単装砲1門が搭載されていた。